# Churchdown

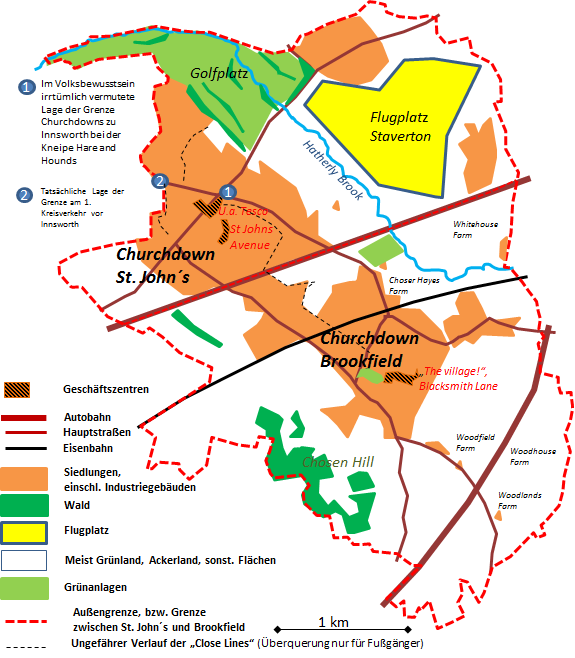
Übersichtskarte von Churchdown

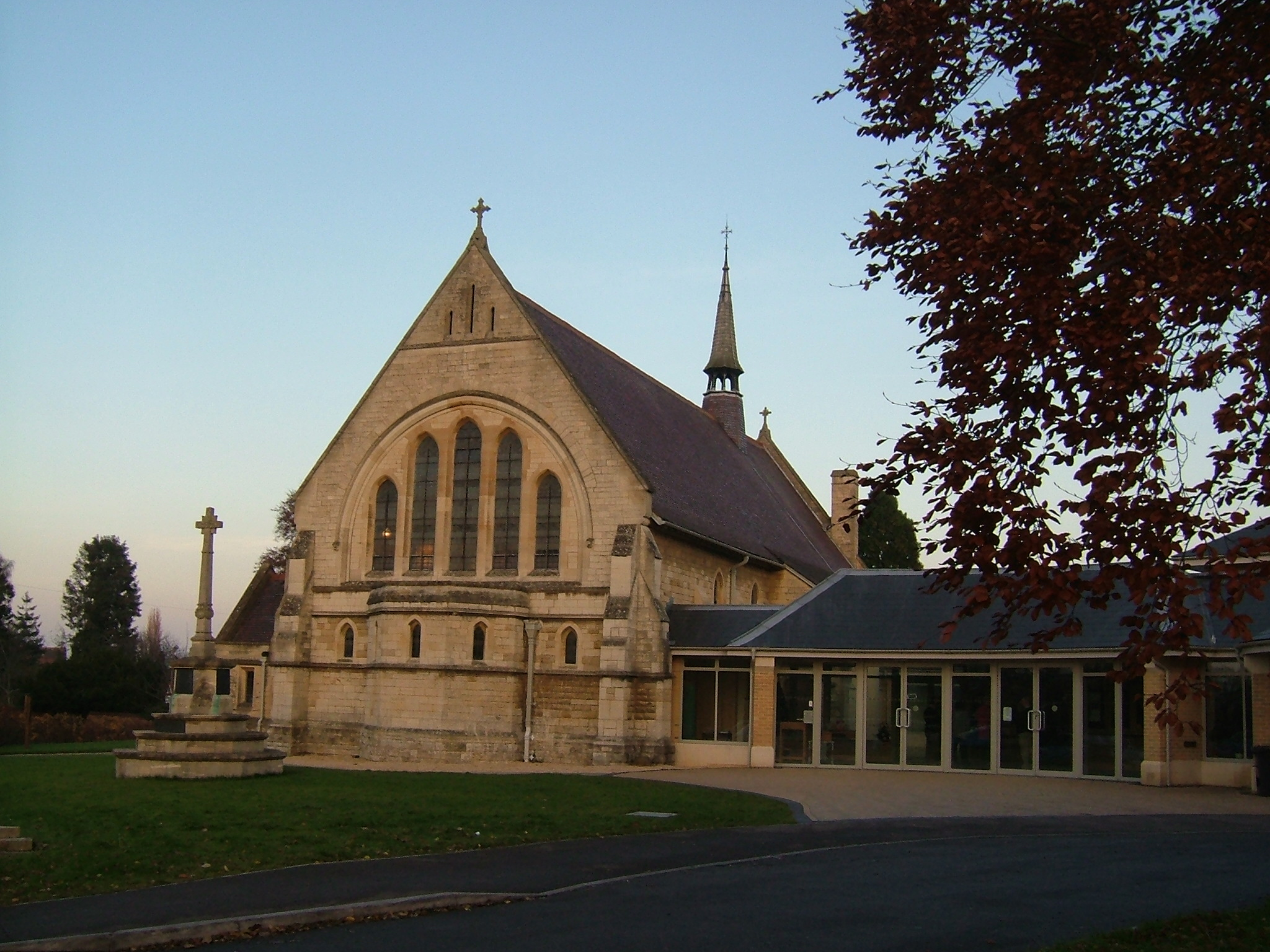
Die St Andrew’s Church, im südlichen Zentrum Churchdown Village oder Churcdown Brookfield

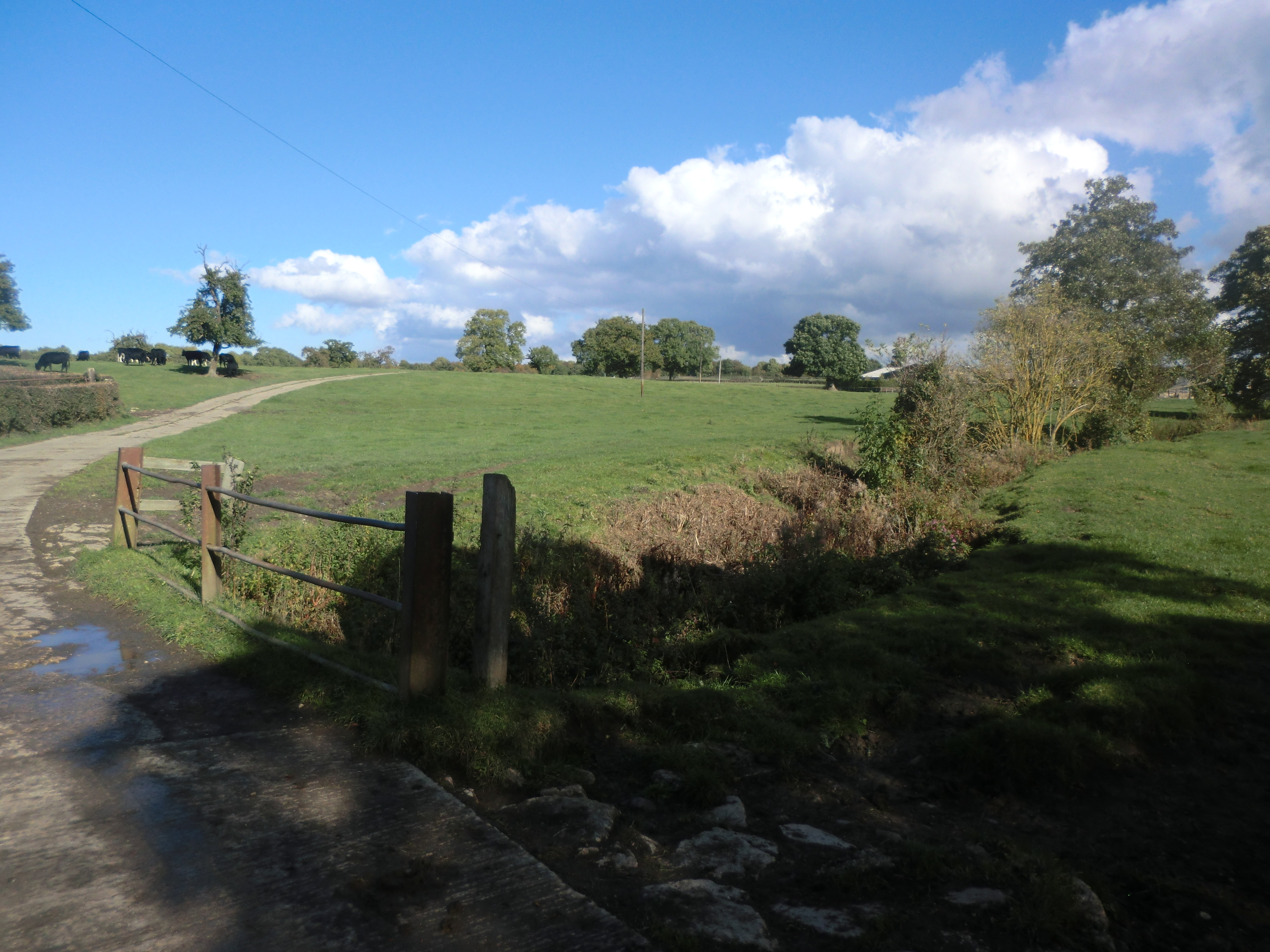
Landwirtschaftliche Flächen im Osten des Parishes unweit der Whitehouse Farm. Der Bach im Vordergrund ist der Hathorly Brook

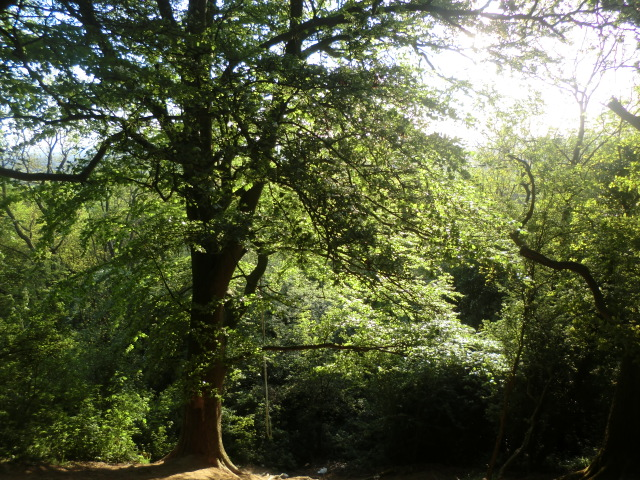
Wald am Chosen Hill in Churchdown

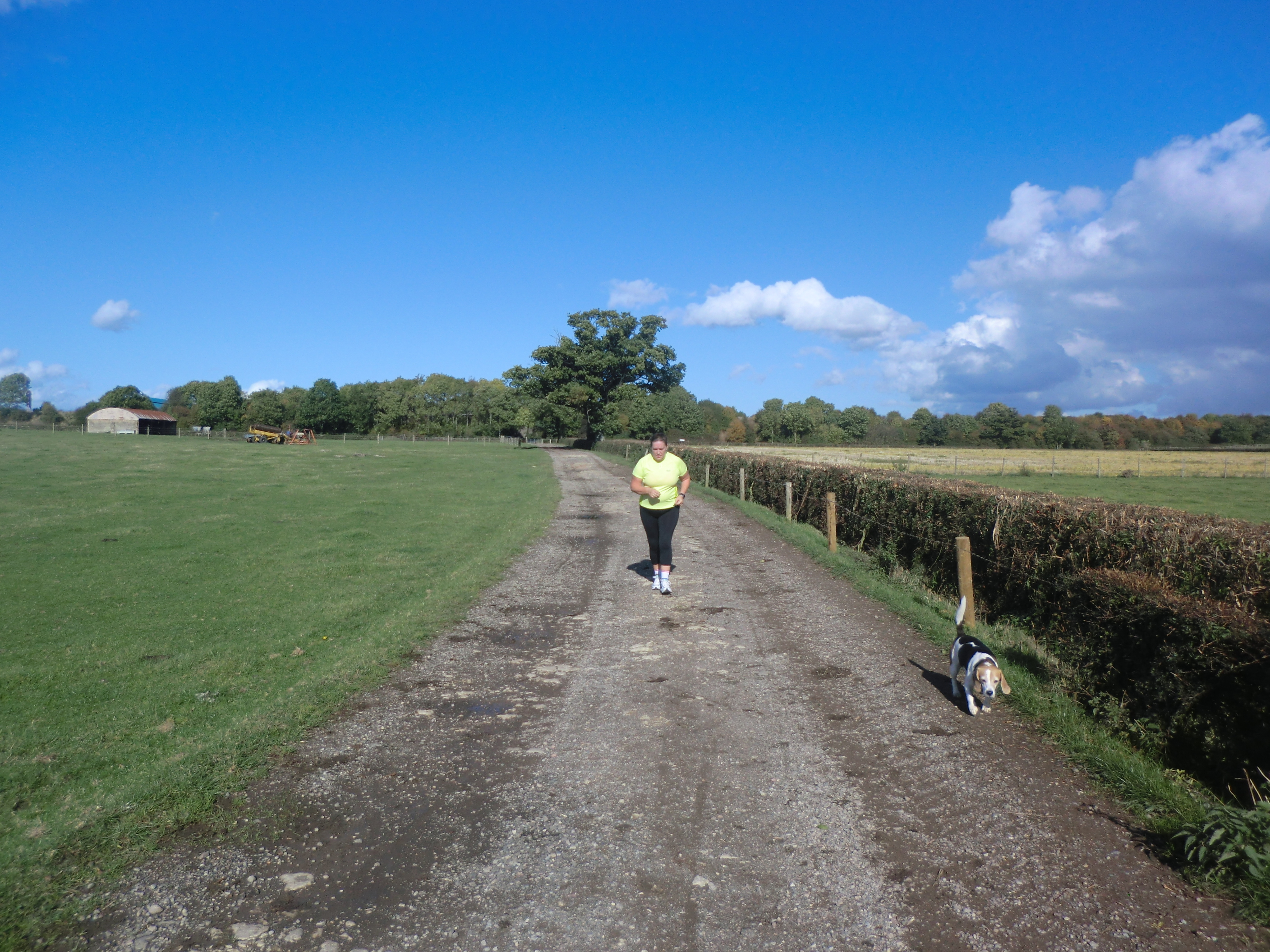
Joggerin auf der „feldwegeähnlichen“ und für den allgemeinen motorisierten Verkehr gesperrten „Brookfield Lane“ im weitläufigen agrarischen Bereich im Südosten des Parishes unweit der Whitehouse Farm

Churchdown ist eine Ortschaft in Gloucestershire, England und liegt zwischen den Großstädten Gloucester und Cheltenham im so genannten Grüngürtel dieser Großstädte, im Süden des Tewkesbury Borough, unmittelbar am Westhang des Churchdown Hills. Ungewöhnlich ist, dass das Dorf über zwei Zentren verfügt. Das ältere (Brookfield oder „village“ centre) im Zuge der Church Road unweit der St. Andrew’s Kirche und das modernere Zentrum an der St John’s Avenue in der Nähe der St John’s Kirche. Churchdown wird im England als „village“ also „Dorf“ bezeichnet, eine etwas irreführende Bezeichnung im deutschen, da die Ortschaft mit rund 11.000 Einwohnern relativ groß ist, ja die Größe einer deutschen Kleinstadt hat. Das Areal der Ortschaft, bzw. genauer gesagt des so genannten „Parishes“ (wörtlich übersetzt Pfarrgemeinde oder Pfarrei) hat einen Umfang von rund 16,5 km² (4.076 acres), (wobei zu bemerken ist, dass es sich, wie in England üblich, nicht um eine reguläre Kommune mit klaren formalen Gemeindegrenzen handelt – diese Funktion wird von dem übergeordneten Borough wahrgenommen). Die Bevölkerungsdichte liegt demnach bei 666 Einwohnern/km².

## Geographie
Das Gebiet des Parishes hat ein Nordsüdausdehnung von rund 4,5 Kilometern, von Westen nach Osten misst es fünf Kilometer.
Churchdown grenzt von Norden im Uhrzeigersinn an folgende Ortschaften bzw. „Parishes“ː Im Norden und Nordwesten an Innsworth with Down Hatherley, im Osten an das dünnbesiedelte Badgeworth, im Süden an Brockworth und im Südwesten an Hucclecote.
Das Gebiet ist überwiegend flach bis wellig und liegt rund 30 Meter über NN, nur im Süden erhebt sich Chosen Hill, ein bis zu 155 Meter hoher Höhenzug. Rund ein Viertel der Fläche wird durch Baugrundstücke eingenommen. Die bilden quasi eine geschlossene und zusammenhängende Siedlung von drei Kilometern Länge und einem Kilometer Breite in der Mitte. Westlich, südlich und östlich davon schließen sich landwirtschaftliche Flächen an, im Nordwesten geht die Bebauung übergangslos in die der Ortschaft Innsworth über. Einen nicht unbedeutenden Anteil macht der Flughafen Staverton aus (rund 80 Hektar) und auch der Golfplatz ganz im Norden nimmt mit 90 Hektar allein auf Churchdowner Gebiet (der Golfplatz dehnt sich nach Norden noch auf das Areal des benachbarten Parishes aus) einen nicht unerheblichen Anteil ein.
Geschlossene Wälder sind insgesamt betrachtet mit rund 25 Hektar nur auf den ersten Blick von geringer Bedeutung. Da diese aber fast ausnahmslos auf dem Chosen Hill liegen, sind sie durch diese Konzentration im Bereich dort landschaftsprägend, da zudem die Wälder auf dem Hügel, die auf dem Hoheitsgebiet der Nachbargemeinde liegen, sich unmittelbar anschließen.
Aber auch der Rest des Gebietes mach nicht den Eindruck einer ausgeräumten Agrarwüste. Der Bach Hatherly Brook wird fast durchgängig, insbesondere im Bereich des Flugplatzes und Golfplatzes durch einen mal zehn, dann mal reichlich 50 Meter breiten Galeriewald begleitet. Und wo keine Bäume stehen, wuchern üppige Brombeerhecken. Der Wandersmann, der sich im Zuge dessen auf dem Rundwanderweg bewegt, hat hier fast den Eindruck, ein ausgedehntes Waldgebiet zu durchwandern.
Das Gebiet der zentralen Bebauung liegt, obschon dies auf topographischen Karten nicht ganz ersichtlich, zumindest im mittleren und südlichen Bereich etwas höher als die Landwirtschaftsflächen darum. Dies ist z. B. auch daran ersichtlich, dass der querende Autobahnzubringer und die Eisenbahn innerhalb der zentralen Bebauung in einem Geländeeinschnitt verläuft, während diese außerhalb jener ebenerdig oder sogar auf einem Damm verlaufend das umgebene Land überragen.
Insgesamt hat die Landschaft auf dem Gebiet Churchdowns, anders als die vergleichsweise hohe Bevölkerungsdichte und der geringe Waldanteil vermuten lassen, einen hohen Liebreiz: Der Chosen Hill ist für Spaziergänger und Wanderer auch aus dem weiteren Bereich anziehend, der weitläufige Golfplatz ist sehr naturnah gestaltet und darf auf öffentlichen Wanderwegen, z. B. im Zuge des Laufes des Hathorly Brooks von jedermann durchquert werden. Das Gleiche gilt für den gesamten Bereich im Zuge des genannten Baches südlich davon: sowohl unmittelbar westlich des Flugplatzes als auch durch die Landwirtschaftsflächen bei der Whitehouse Farm wird der mäandernde Wasserlauf durch einen Wanderweg begleitet.
Landläufig wird oft angenommen, dass die Grenze zwischen Churchdown und Innsworth bei der Gaststätte Hare and Hounds an der Kreuzung Parton Road / Cheltenham Road (B 4063) läge. Dies ist allerdings eine unrichtige Annahmeː Innsworth beginnt tatsächlich erst am Kreisel an dem die Innsworth Lane und der Highgrove Way abzweigen. d. h., die gesamte Wohnbausiedlung südwestlich der Imjin Barracks und zwischen der Innsworth Lane und der Cheltenham Road sind noch ein Teil Churchdowns.
Größere Fließgewässer sind der Norman´s Brook der nördlich des Flughafens in den Hatherly Brook mündet. Beide Bachläufe durchfließen das Gebiet von Südosten nach Nordwesten und nehmen auf ihrem Lauf noch weitere kleine Bäche auf. Auf den letzten Kilometern fließt der Hatherly Brook durch den Golfplatz und markiert auf dem letzten Streckenabschnitt auch die administrative Grenze des Parishes Churchdown zum nördlich angrenzenden Parisch Innsworth with Down Hatherley. Im Oberlauf dieses Bachsystems ist der Norman´s Brook noch über einzelne Furten fußläufig trockenen Fußes zu queren. Im weiteren Verlauf, spätestens im Bereich des Golfplatzes, sprich nach Einmündung in den Hatherly Brook ist das nicht mehr möglich.

## Verkehr und Geschäftszentren
Das Gebiet wird von der Autobahn M5 ganz im Südwesten und in der Mitte von der A40, einem Autobahnzubringer, durchquert. Dazwischen verläuft eine hoch frequentierte Bahnlinie Gloucester - Cheltenham Spa. Die Bahnlinie und die A40, weniger die eher periphere M5, beeinflussen Churchdown siedlungs- und verkehrstechnisch erheblich und Teilen die Hauptsiedlung quasi in drei Teile - Eisen- und Autobahn können nur auf zwei Brücken durch den Autoverkehr gequert werden und kanalisieren den Verkehr auf diese Engstellen, spielen selbst aber für den lokalen Verkehr, da es keinen Zubringer bzw. Bahnhof auf dem Gebiet Churchdowns gibt, keinerlei positive Rolle. Innerhalb der Siedlung kann nur die Autobahn zusätzlich auf einer Fußgängerbrücke mittig überwunden werden. Außerhalb der eigentlichen Siedlung, wohl aber noch auf dem Gemeindegebiet können für Fußgänger und wenige Befugte (z. B. die Farmer der Whitehouse Farm) Eisenbahntrasse und Zubringer (z. B. über die feldwegähnliche „Brookfield Lane“) durch Tunnel unterquert werden. Westlich der Ortschaft (südlich des John Daniels Ways) führt ein „Public Footpath“ sogar über die Gleiskörper, die ansonsten aus Sicherheitsgründen nicht zugänglich sind und hermetisch durch entsprechende Umfriedungen abgeriegelt sind. Die ist, wie bei vielen dieser Public Footpathes, ein Tribut an dieser Stelle an uralte Wegerechte, auf die sich Bürger und Wanderer noch heute berufen können.
Dazu kommt, dass große Teile der Straßen aus Sackgassen bestehen. dadurch beschränken sich Querbewegungen für den individuellen Durchgangsverkehr auf nur ganz wenige Straßen. Die Sackgassenenden eine Art Art Close Line, hier ist mit dem Auto kein Durchkommen, allerdings erlauben viele Durchgänge für Fußgänger hier das Abkürzen wenigstens für die nicht-motorisierte Fortbewegung.
Es kommt folglich nicht von ungefähr, dass sich in Churchdown zwei Geschäftszentren, in gewisser Weise sogar drei Zentren gebildet haben und die Autobahn bildet auch eine administrative Grenze der beiden quasi Stadtteileː im Zentrum nördlich der Autobahn liegt an der Cheltenham Road ein großer TESCO Einkaufsmarkt, unmittelbar südlich davon an der Moreley Avenue gibt es weitere kleinere Geschäfte (Bäckerei, Lebensmittel) sowie eine Post. Im Bereich zwischen Autobahn und Eisenbahn gibt es zwar kein Zentrum mit Einzelhandelsgeschäften, jedoch liegt hier z. B. das Parish Council und die Churchdown Library. Im Geschäftszentrum Gebiet südlich der Bahnlinie sind die Apotheke, ein Krämer, eine Gemüsehändler und mehrere Restaurants vorhanden.

## Kontroverse um den Grüngürtel

Der Grüngürtel zwischen Gloucester und Cheltenham

Nach derzeitiger Planung soll der „Green Belt“ zwischen den Großstädten Gloucester und Cheltenham zu Gunsten von Neubaugebieten verkleinert werden. Die betrifft auch Churchdown in erheblichem Maßeː die derzeitigen rein landwirtschaftlichen Flächen nördlich des Chosen Hills, genauer nördlich der Bahnlinie und westlich der Ortschaft Churchdown sollen bis zur Grenze der Kommune als Wohnbaufläche erschlossen und entsprechend zugebaut werden. Churchdown würde dadurch im nördlichen Bereich ähnlich das einst eigenständige Hucclecote mit Gloucester „zusammenwachsen“ und auf mittlere Sicht den Charakter eines von einem Vorortes im Grünen zu einem beliebigen Wohnquartier der Großstadt werden. Der Verlust der administrativen Eigenständigkeit, sprich die Eingemeindung wäre, wie bei Hucclecote dabei ein nicht abwegiger Folgeschritt auf weitere Sicht.

## Gloucestershire Airport

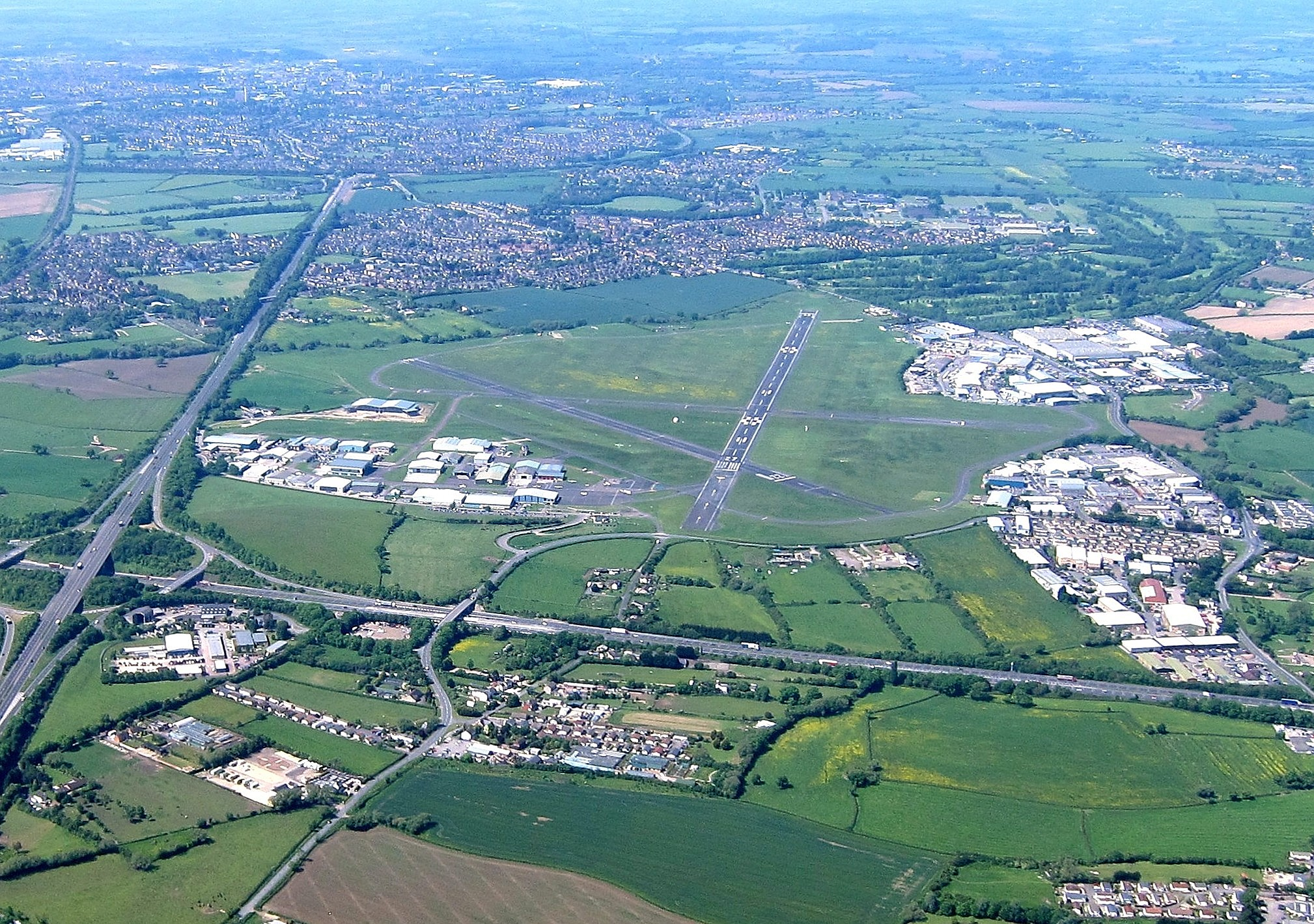
Gloucestershire airport im Jahre 2017, Blickrichtung Osten auf den nördlichen und mittleren Teil der Ortschaft Churchdown. An der linken Bildseite zu erkennen der Autobahnzubringer A 40 sowie südlich davon die Eisenbahn, am rechten Bildrand der Golfplatz und im Hintergrund die Großstadt Gloucester

Auf dem Gebiet des Parishes liegt der Gloucestershire Airport, auch bekannt mit seinem ursprünglichen Namen Staverton Airport, ursprünglich ein reiner Militärflughafen. Die namensgebende Ortschaft Staverton liegt indes nördlich des Flugplatzes und gehört nicht zu Churchdown. Der Flugplatz Gloucestershire mit Landebahnen und Betriebsgebäuden nimmt nahezu die gesamte Fläche östlich des Hatherly Brook und nördlich des Autobahnzubringers A40 ein.
Bereits 1931 wurde in der Nähe ein Flugplatz eröffnet, der nach dem Dorf Down Hatherley benannt wurde. Die Namensänderung in Staverton erfolgte nach dem Umzug an den heutigen Standort. Der Flugplatz diente während des Zweiten Weltkriegs als Trainingsbasis für Piloten und war als RAF Staverton bekannt. Aufgrund seiner Nähe zu Cheltenham wurde es auch von der US-Armee ausgiebig genutzt.
Nach dem Krieg nutzte die heutige Smiths Group den Flughafen als Testgelände für verschiedene Flugzeuge. Gleichzeitig bot der Flughafen Linienflüge zu den Kanalinseln, nach Dublin und zur Isle of Man an. In den 1960er Jahren wurde das Skyfame Museum für Flugzeuge des Zweiten Weltkriegs eröffnet.
In den 1990er Jahren stationierten sowohl die Police Aviation Services als auch die Bond Air Services Hubschrauber und ihren Hauptsitz nach Staverton. 1993 wurde der Name in Gloucestershire Airport geändert, um „seine zunehmende Bedeutung als Geschäftsluftfahrtzentrum des Landkreises widerzuspiegeln“.
Im Jahr 2009 erhielt der Flughafen Gloucestershire die Baugenehmigung für die Erweiterung und die Verlängerung einer Landebahn beinhaltete. Die Pläne waren kontrovers und erwiesen sich als umstritten zwischen der örtlichen Gemeinde und den Behörden. Im März 2015 gab der Flughafen Gloucestershire bekannt, dass er im Rahmen einer neuen Vision für den Verkehrsknotenpunkt in den kommenden Jahren mehr Flüge, mehr Hangars und mehr Gewinne anbieten wird. Der Geschäftsplan sieht vor, dass zwischen 2015 und 2025 6 Millionen Pfund in den Flughafen investiert werden.
Im Jahre 2016 verzeichnete der Flughafen 12.365 Flugbewegungen und 83.329 Passagiere.

## Administration
Churchdown ist keine Kommune oder Gemeinde, wie man das aus Deutschland kennt, ist aber als eine Form der untersten Verwaltungsebene ein eigenes Civil Parish. Die üblichen Aufgaben der Gemeinde, also untersten Verwaltungsebene (z. B. Koordinierung Müllentsorgung, Schule, Wahlen usw.) werden durch den Tewkesbury Borough wahrgenommen. Dennoch ist es so, dass im Parlament des Boroughs jeweils „Abgeordnete“, die s.g. „councillors“ aus den Ortschaften vertreten sind, aus möglichst gleichmäßig großen Stimmbezirken, den s.g. Council Wards. Die Ortschaft Churchdown unterteilt sich in zwei dieser Council Wardsː Churchdown St. John´s und Churchdown Brookfield (lokal auch bekannt auch Churchdown Village). Die Grenze zwischen diesen beiden Teilgebieten oder 'Ortsteilen', wenn man so will, wurde ganz pragmatisch im Zuge der querenden A40 Golden Valley Bypass Road, einer autobahnähnlichen Schnellstraße, gewählt. Die Außengrenzen Churchdown’s, bzw. genannter Council Wards sind teilweise historisch und folgen z. T. Bachläufen, z. B. dem Bach Hathorly Brook im Norden gegen Innsworth oder über den Kamm des Chosen Hills im Süden gegen Hucclecote, im Südwesten verläuft die Grenze gegen Innsworth wiederum für knapp einen Kilometer im Zuge der querenden Eisenbahnlinie.
Der Stadtteil Churchdown Brookfield hat gegenwärtig 3.399 Wahlberechtigte, im Stadtteil Churchdown St. John’s sind es 5.257. Danach lässt sich auch eine Verteilung der Gesamtbevölkerung im Verhältnis 1:1,5 vermuten. Bei der Fläche verhält es sich etwa andersherum, das ländlichere Gebiet südlich der A40 ist rund 1,5 mal so groß als der Teil nördlich des Autobahnzubringers.
Beide Teile bilden zusammen das Parish of Churchdown mit einem eigenen Parish Council, also einer Verwaltungsbehörde. Die Aufgaben sind jedoch wesentlich beschränkter als die Aufgaben einer Gemeinde in Deutschland, da die wichtigsten Verwaltungsaufgaben im übergeordneten Borough wahrgenommen werden, ganz ähnlich wie bei einer Samtgemeinde in Deutschland. Das Parish hat üblicherweise die Aufgabe, Grünanlagen, Sportplätze, Wanderwege usw. zu pflegen oder neu anzulegen. Das Parish Council von Churchdown koordiniert zurzeit sechs Parks, einschließlich Spielplätzen, Fußball- und Cricketplätzen und einen Pavillon.
Außer den beiden großen Orten Brookfield / St. Andrew’s und St John’s gibt es nur noch sehr kleine Siedlungen auf dem Gebiet des Parishes, deren Gesamteinwohnerzahl kaum ins Gewicht fällt. Abseits der Hauptsiedlung liegen verstreut isolierte Farmen und ganz kleine Siedlungen mit weniger als einer „Handvoll Häuser“. Auf dem Gipfelplateau des Chosen Hills liegt rund 50 Meter östlich des Gipfels z. B. das Chosen Hill Cottage, das von einer älteren Dame bewohnt wird. Im Westen des genannten Berges liegen einige Wohnhäuser, die sogenannten Oystershell Cottages (Buscombe Noake) bis auf eine Höhe von 95 Metern ü. NN; eines dieser Cottages war in früheren Zeiten ein „Teegarten“ und ein beliebter Treffpunkt der Einwohner Churchdowns und Hucclecotes. Administrativ gehören all diese Hofstellen und Kleinstsiedlungen zu einem der beiden genannten Ortsteile, meist zum südlicheren und ländlicheren Churchdown Brookfield.

## Bildung
Churchdown verfügt über sechs Schulen, einschließlich zweier s.g. secondary schools - die Churchdown School Academy und die Chosen Hill School. Daneben gibt es einige primary schools; die Churchdown Parton Manor Infant und Junior Schools, die St. Mary’s Catholic School und die Churchdown Village Infant und Junior Schools.

## Kirchen
Churchdown hat drei Kirchen der Church of England: Die St John’s, St Andrew’s and St Bartholomew’s Kirche. Es gibt auch eine Kirche der Römisch-katholischen Kirche, die Kirche of Our Lady of Perpetual Succour an der Cheltenham Road East und die Churchdown-Methodisten-Kirche an der Chapel Hay Lane. Die St Bartholomew’s liegt auf dem Gipfel Churchdown Hill.

## Sport

### Brickhampton Court Golf Complex
Im Norden des Parishes, unmittelbar nördlich des Flughafens und östlich des Hauptquartiers des Allied Command Europe Rapid Reaction Corps, liegt der Brickhampton Court Golf Complex, der insgesamt eine Fläche von 200 acrs (rund 81 Hektar) umfasst, von denen allerdings nur rund zwei Drittel auf dem Gebiet des Parishes Churchdown liegen. Der Golfplatz wurde im Jahre 1994 geschaffen von der „Creed Golf & Leisure Ltd“, einer Organisation im Besitz der einheimischen Familie. Im früheren Zeiten gab es auch unmittelbar bei Churchdown village, am Westhang des Churchdown Hills und oberhalb der Bahnlinie einen Golfplatz. Der ehemalige Churchdown Golf Club, zunächst auch genannt Chosen Hill Golf Club, wurde 1900 gegründet und umfasste rund 90 acre Fläche und neun Löcher. Der Platz bestand bis zum Ausbruch des Ersten Weltkriegs. Das Clubhaus stand auf der Pirton Lane, in der Nähe der Sugarloaf Bridge. Heute wird diese Fläche von Grünland und Baugrundstücken eingenommen.